# Inga umbellifera
Inga umbellifera är en ärtväxtart som först beskrevs av Vahl, och fick sitt nu gällande namn av Dc. Inga umbellifera ingår i släktet Inga och familjen ärtväxter. Inga underarter finns listade i Catalogue of Life.